# 오 세치무 과르지앙
《오 세치무 과르지앙》(포르투갈어: O Sétimo Guardião)는 2018년 방영된 브라질의 텔레노벨라이다.